# EKO grupė
EKO grupė (dt. 'Eko Gruppe') war ein Groß-Handelsunternehmen in der litauischen Hauptstadt Vilnius. Es war auch im Lebensmittel-Einzelhandelssektor tätig. Das Unternehmen verwaltete die Einzelhandelskette Ekonomija (später "Eko") und dann die Geschäfte RIMI, "Eko", "Vikonda" und "Sustok ir pirk". 1999 hatte "ICA AB" 50 % Aktien der Einzelhandelskette. 1999 erzielte die EKO grupė einen Umsatz von 280,689 Millionen Litas (81,3 Millionen Euro). 2000 hatte das Unternehmen 13 Geschäfte und übernahm alle Geschäfte von "Vikonda".
2000 startete das erste Geschäft mit dem Warenzeichen RIMI. 2002 hatte man 37 Geschäfte. Die Kette wurde später über das Unternehmen "ICA Baltic" an skandinavisches Unternehmen "ICA Ahold"  verkauft. Die Kette wurde ein Teil von RIMI Lietuva. 2000 beschäftigte das Unternehmen 1.036 Mitarbeiter. Die Eko grupė bestand später aus UAB “Ekovalda”, UAB “Vegida”, UAB “Šeškinės Ekoprekyba” und UAB “Ekoprekyba”.